# FIFAコンフェデレーションズカップ2001
FIFAコンフェデレーションズカップ2001（英: FIFA Confederations Cup 2001）は、2001年5月30日から6月10日にかけて、2002年日韓ワールドカップのプレ公式大会として日本と韓国で開催された第5回目のFIFAコンフェデレーションズカップである。

## 概要
この大会以前の前年では1997年開催のトゥルノワ・ド・フランス。フランス、イングランド、イタリア、ブラジルの4カ国対抗の国際親善大会）を行なっていた。日本も、FIFAワールドカップ・日韓大会のからFIFAコンフェデレーションズカップをプレ大会として開催するよう要請された。直前ということもあり反対意見も出たが、最終的に日韓両国とも了承した。結果的に、以後はコンフェデレーションズカップがワールドカップのプレ公式大会となった。なお、この定義付けが正式に成されたのは、2005年ドイツ大会からである。
今大会はフランスが優勝を飾った。フランスはジダンやバルテズを欠くものの、ヴィエラ、ヴィルトール、デサイーらが活躍。グループリーグではオーストラリアにこそ敗れるもの、韓国とメキシコに大差で勝利し決勝トーナメントに進出。準決勝ではFIFAワールドカップ・フランス大会の決勝で戦ったブラジルを再び破り、決勝で日本も破って優勝を果たした。
また、本大会では他の各国に比べ弱小国とみなされていたオーストラリアや日本が躍進した。フランク・ファリーナ率いるオーストラリアは前進的な戦術で、グループリーグでフランスに勝利。3位決定戦ではブラジルを破って3位となった。またフィリップ・トルシエ率いる日本は、2001年3月24日仏のサンドニで開催された親善試合フランス戦での0-5の惨敗（サンドニの惨劇）以降、2000年アジアカップ・レバノン大会での積極的な攻撃サッカーから攻守のバランスを考えた対世界仕様のサッカーに転換し、さらにホームの後押しも受けたこともあり、決勝で再びフランスに0-1で惜敗したものの準優勝の座を得た。
今大会における日本の決勝進出は、FIFA主催のA代表の世界大会としては男女を通じて初の快挙だった（年代別大会では､1999年FIFAワールドユース選手権・ナイジェリア大会において、全世代の男女を通じて初の決勝進出を達成している）。

### 各国及び各選手の温度差
FIFAが管轄するようになってからのコンフェデ杯は2年に1度、世界の勢力図を測るためのもう1つの世界一決定戦として一旦は位置付けられた。しかし、決勝まで進出するチームはわずか10日から12日の中で5試合を行い、試合間隔は基本的に中1日という、A代表によって争われる国際大会としては異例の過密日程や、当時は国際Aマッチデーが定められておらず（定められたのは2003年から）、大会の開催期間が欧州のリーグ戦日程と重なっていたこともあり、出場国のモチベーションが高くなく、一流選手が出場を見送ることも常態化するなど、およそ価値の高い大会とは見られていなかった。
今大会でも各国によって真剣度に違いが見られた。FIFAワールドカップ・フランス大会の優勝国として欧州予選が免除されたフランスは、今大会を重要視した。主力の多くがリーグ・アン（フランス国内リーグ）以外でプレーし、今大会と日程が重なる欧州各国リーグに所属していたが、ジダンやバルテズ以外は招集に成功した。また、リーグ・アンは開幕前だったので、残りの主力も呼ぶことが出来た。他に、FIFAワールドカップ・日韓大会の開催国としてアジア予選が免除された日本と韓国、当時主力の多くがプレーしていたリーグ・アンが開幕前で主力が出場出来たカメルーン、既に北中米カリブ海予選敗退が決まっていたカナダ、以上の5ヶ国が今大会を重視する一方、残りの3ヶ国は重視はしなかった。ブラジルは欧州クラブ所属の主力選手を招集せず、欧州ではリーグ・アンの選手や当時代表レギュラーでなかった選手、そして国内組を招集、当時レギュラーが定位置だった選手はヴァンペッタくらいで、2.5軍と呼ばれた。その結果、ブラジルは同組の日本にグループリーグ首位を譲り、大会自体も4位止まりとなる。オーストラリアも海外組の当時の代表主力の多くが欠場、メキシコは主力が怪我し、北中米カリブ海予選苦戦中（準決勝ラウンドでトリニダード・トバゴに続く2位通過）で、今大会直後にも最終予選の大事な試合を抱えるなど今大会に集中できる状況ではなかった。
日本代表においても、MF中田英寿の召集について所属クラブのASローマとの間に悶着があった。ローマはセリエAにおいて首位で優勝を争っていたため、中田の代表召集に否定的であった。交渉の結果、「グループリーグ3試合のみ」という条件で日本への帰国が認められたが、日本代表がグループリーグを突破すると、トルシエは中田に準決勝以降も出場するよう要請。日本サッカー協会とASローマとの話し合いの結果、準決勝まで参加を延長し、その後イタリアに戻ることになった。その準決勝では豪雨の中、中田自身が決勝点をあげ、日本代表初となる「FIFA主催のA代表世界大会の決勝進出」に導いた。トルシエは決勝にも中田の帯同を望み、準決勝の試合終了直後、豪雨のピッチ上で中田本人に直接説得を試みたが、ローマがこの期間中に優勝を決める可能性が高く、中田自身が「セリエA優勝」の瞬間に立ち会う事を望んだため、悩んだ末に、イタリアに戻ることを決めた（実際、ASローマは直後の試合で優勝を決め、中田は日本人初のセリエA優勝メンバーとなった。また自身もその試合に途中出場し、優勝の瞬間に立ち会うことが出来た。）。しかしこのチーム離脱の選択に対しトルシエは激怒、中田との間に軋轢が生まれる原因となった。トルシエは決勝戦直前及び直後の公式会見では批判しなかったが、その後、公式会見等でも公然と中田を批判するようになった。なお、実際は日本代表内で、準決勝直後トルシエは辛辣な発言を直接中田に浴びせ、ローマに戻る前に中田が挨拶に来た際にも他の日本代表選手たちを集合させた上で、その目の前で批判したという。決勝戦の前に、日本のエース中田英寿が日本代表を離れることに対して、決勝の相手であるフランス代表の選手たちは「世界大会の決勝戦前に、チームを離れるなんて信じられない」とコメントし、大会を取材に来た各国のプレスは「理解できない。なぜ、中田英寿を引き止めなかったのか」と話した。

### エピソード
2001年6月7日、準決勝第1試合日本対オーストラリア戦は雨で視界が遮られるほどの集中豪雨の中、行われた。日本代表主力MF稲本潤一が「目を開けていられなかった」と後に語っている。しかし、会場の横浜国際総合競技場（現・日産スタジアム）のピッチは、試合中、水がたまらず良好なピッチコンデションを保ち続けたため、FIFAを始め世界中から「最高レベルの国際的競技に相応しい会場」と称賛を浴びた。
決勝戦の2日前の6月8日に、児童8名が死亡、15名が負傷する附属池田小事件が発生した。この事を受け、決勝戦ではキックオフ直前に1分間の黙祷が行われた。

## 出場国
| チーム         | 大陸連盟 | 参加資格                                                 | 回数           |
| -------------- | -------- | -------------------------------------------------------- | -------------- |
| 日本           | AFC      | 2002 FIFAワールドカップ 開催国、AFCアジアカップ2000 優勝 | 3大会ぶり2回目 |
| 韓国           | AFC      | 2002 FIFAワールドカップ 開催国                           | 初出場         |
| カメルーン     | CAF      | アフリカネイションズカップ2000 優勝                      | 初出場         |
| カナダ         | CONCACAF | 2000 CONCACAFゴールドカップ 優勝                         | 初出場         |
| ブラジル       | CONMEBOL | コパ・アメリカ1999 優勝                                  | 3大会連続3回目 |
| オーストラリア | OFC      | OFCネイションズカップ2000 優勝                           | 2大会ぶり2回目 |
| フランス       | UEFA     | 1998 FIFAワールドカップ 優勝、UEFA EURO 2000 優勝        | 初出場         |
| メキシコ       | CONCACAF | 前回大会 優勝                                            | 4大会連続4回目 |

## 会場一覧
| 都市     | スタジアム名             | 収容人数 |
| -------- | ------------------------ | -------- |
| テグ     | 大邱ワールドカップ競技場 | 66,422人 |
| ウルサン | 蔚山文殊サッカー競技場   | 44,466人 |
| スウォン | 水原ワールドカップ競技場 | 43,288人 |
| 横浜     | 横浜国際総合競技場       | 72,327人 |
| 新潟     | 新潟スタジアム           | 42,300人 |
| 鹿嶋     | カシマサッカースタジアム | 40,728人 |

## 結果

### グループリーグ

#### グループ A
| 順 | チーム         | 試 | 勝 | 分 | 敗 | 得 | 失 | 差 | 点 |
| -- | -------------- | -- | -- | -- | -- | -- | -- | -- | -- |
| 1  | フランス       | 3  | 2  | 0  | 1  | 9  | 1  | +8 | 6  |
| 2  | オーストラリア | 3  | 2  | 0  | 1  | 3  | 1  | +2 | 6  |
| 3  | 韓国           | 3  | 2  | 0  | 1  | 3  | 6  | −3 | 6  |
| 4  | メキシコ       | 3  | 0  | 0  | 3  | 1  | 8  | −7 | 0  |

| 2001年5月30日 17:00 |

| フランス                                                                           | 5 - 0    | 韓国 |
| マルレ 9分 · ヴィエラ 19分 · アネルカ 34分 · ジョルカエフ 80分 · ヴィルトール 90分 | レポート |      |

| 大邱ワールドカップ競技場（テグ） 観客数: 61,500人 主審: ガマル・ガンドゥール |

| 2001年5月30日 19:30 |

| メキシコ | 0 - 2    | オーストラリア                |
|          | レポート | マーフィー 18分 · スココ 54分 |

| 水原ワールドカップ競技場（スウォン） 観客数: 6,232人 主審: フェリックス・タンガワリマ |

| 2001年6月1日 17:00 |

| オーストラリア | 1 - 0    | フランス |
| ゼイン 60分    | レポート |          |

| 大邱ワールドカップ競技場（テグ） 観客数: 44,400人 主審: カルロス・バトレス |

| 2001年6月1日 19:30 |

| 韓国                      | 2 - 1    | メキシコ    |
| 黄善洪 56分 · 柳想鐵 90分 | レポート | ルイス 81分 |

| 蔚山文殊サッカー競技場（ウルサン） 観客数: 41,550人 主審: ヒュー・ダラス |

| 2001年6月3日 19:30 |

| フランス                                               | 4 - 0    | メキシコ |
| ヴィルトール 8分 · カリエール 62分, 83分 · ピレス 71分 | レポート |          |

| 蔚山文殊サッカー競技場（ウルサン） 観客数: 28,864人 主審: アリ・ブジサイム |

| 2001年6月3日 19:30 |

| 韓国        | 1 - 0    | オーストラリア |
| 黄善洪 25分 | レポート |                |

| 水原ワールドカップ競技場（スウォン） 観客数: 42,754人 主審: オスカル・ルイス |

#### グループ B
| 順 | チーム     | 試 | 勝 | 分 | 敗 | 得 | 失 | 差 | 点 |
| -- | ---------- | -- | -- | -- | -- | -- | -- | -- | -- |
| 1  | 日本       | 3  | 2  | 1  | 0  | 5  | 0  | +5 | 7  |
| 2  | ブラジル   | 3  | 1  | 2  | 0  | 2  | 0  | +2 | 5  |
| 3  | カメルーン | 3  | 1  | 0  | 2  | 2  | 4  | −2 | 3  |
| 4  | カナダ     | 3  | 0  | 1  | 2  | 0  | 5  | −5 | 1  |

| 2001年5月31日 17:00 |

| ブラジル                      | 2 - 0    | カメルーン |
| ワシントン 53分 · ミゲル 57分 | レポート |            |

| カシマサッカースタジアム（鹿嶋） 観客数: 10,519人 主審: ヘルムート・クルーク |

| 2001年5月31日 19:30 |

| 日本                                          | 3 - 0    | カナダ |
| 小野伸二 57分 · 西澤明訓 60分 · 森島寛晃 88分 | レポート |        |

| 新潟スタジアム（新潟） 観客数: 39,006人 主審: シモン・ミカレフ |

| 2001年6月2日 17:00 |

| カナダ | 0 - 0    | ブラジル |
|        | レポート |          |

| カシマサッカースタジアム（鹿嶋） 観客数: 12,095人 主審: 陸俊 |

| 2001年6月2日 19:30 |

| カメルーン | 0 - 2    | 日本               |
|            | レポート | 鈴木隆行 8分, 65分 |

| 新潟スタジアム（新潟） 観客数: 39,430人 主審: ベニート・アルチュンディア |

| 2001年6月4日 19:30 |

| ブラジル | 0 - 0    | 日本 |
|          | レポート |      |

| カシマサッカースタジアム（鹿嶋） 観客数: 37,740人 主審: キム・ミルトン・ニールセン |

| 2001年6月4日 19:30 |

| カメルーン                      | 2 - 0    | カナダ |
| チャウタン 48分 · エムボマ 83分 | レポート |        |

| 新潟スタジアム（新潟） 観客数: 15,822人 主審: バイロン・モレノ |

### 決勝トーナメント
|  | 準決勝            | 準決勝   |                |   | 決勝 | 決勝 |
|  |                   |          |                |   |      |      |
|  | 6月7日 - 横浜     |          |                |   |      |      |
|  |                   |          |                |   |      |      |
|  | 日本              | 1        |                |   |      |      |
|  | 日本              | 1        | 6月10日 - 横浜 |   |      |      |
|  | オーストラリア    | 0        |                |   |      |      |
|  | オーストラリア    | 0        | 日本           | 0 |      |      |
|  | 6月7日 - スウォン |          | 日本           | 0 |      |      |
|  |                   | フランス | 1              |   |      |      |
|  | フランス          | フランス | 1              | 2 |      |      |
|  | フランス          |          |                | 2 |      |      |
|  | ブラジル          | 1        |                |   |      |      |
|  | ブラジル          | 1        | 3位決定戦      |   |      |      |
|  |                   |          |                |   |      |      |
|  | 6月9日 - ウルサン |          |                |   |      |      |
|  |                   |          |                |   |      |      |
|  | オーストラリア    | 1        |                |   |      |      |
|  | オーストラリア    | 1        |                |   |      |      |
|  | ブラジル          | 0        |                |   |      |      |

#### 準決勝
| 2001年6月7日 17:00 |

| 日本          | 1 - 0    | オーストラリア |
| 中田英寿 43分 | レポート |                |

| 横浜国際総合競技場（横浜） 観客数: 48,699人 主審: ベニート・アルチュンディア |

| 2001年6月7日 20:00 |

| フランス                   | 2 - 1    | ブラジル    |
| ピレス 7分 · デサイー 54分 | レポート | ラモン 30分 |

| 水原ワールドカップ競技場（スウォン） 観客数: 34,527人 主審: ガマル・ガンドゥール |

#### 3位決定戦
| 2001年6月9日 19:00 |

| オーストラリア  | 1 - 0    | ブラジル |
| マーフィー 84分 | レポート |          |

| 蔚山文殊サッカー競技場（ウルサン） 観客数: 28,520人 主審: ヘルムート・クルーク |

#### 決勝
| 2001年6月10日 19:00 |

| 日本 | 0 - 1    | フランス      |
|      | レポート | ヴィエラ 30分 |

| 横浜国際総合競技場（横浜） 観客数: 65,533人 主審: アリ・ブジサイム |

## 優勝国
| FIFAコンフェデレーションズカップ2001優勝国 |
| ------------------------------------------ |
| · フランス · 初優勝                        |

## 表彰
| 賞                           | 受賞選手・チーム     | 備考   |
| ---------------------------- | -------------------- | ------ |
| ゴールデンボール（大会MVP）  | ロベール・ピレス     | 優勝   |
| シルバーボール               | パトリック・ヴィエラ | 優勝   |
| ブロンズボール               | 中田英寿             | 準優勝 |
| ゴールデンシューズ（得点王） | ロベール・ピレス     | 2得点  |
| シルバーシューズ（得点王）   | エリック・カリエール | 2得点  |
| ブロンズシューズ（得点王）   | 黄善洪               | 2得点  |
| フェアプレー賞               | 日本                 | 1回目  |

## 放送
- 地上波はフジテレビが独占放映権を獲得し、日本戦全試合生中継を行った。
- CSはパーフェクトチョイスで全試合生中継を行った。